# Aquitania
L'Aquitania (in francese Aquitaine, in occitano Aquitània, in basco Akitania) è una regione storica della Francia, che in passato ha avuto uno status giuridico di regione amministrativa.
Il suo capoluogo era Bordeaux; le prefetture degli altri dipartimenti erano Pau, Périgueux, Mont-de-Marsan e Agen. Dal 1º gennaio 2016, in seguito alla riforma delle regioni francesi, è confluita nella Nuova Aquitania. Era composta da 5 dipartimenti: Dordogna (24, Dordogne), Gironda (33, Gironde), Landes (40), Lot e Garonna (47, Lot-et-Garonne) e Pirenei Atlantici (64, Pyrénées-Atlantiques). Facevano parte del suo territorio 18 arrondissement, 235 cantoni e 2.296 comuni.

## Geografia fisica
Il territorio della regione confina con le regioni Poitou-Charentes a nord, Limosino a nord-est e Midi-Pirenei a est, oltre che con la Spagna (Aragona, Navarra e Paesi Baschi) a sud. Le coste occidentali sono bagnate dall'Oceano Atlantico (Golfo di Guascogna). L'Aquitania è attraversata da tre fiumi: la Garonna, la Dordogna e dall'Adour. Essa si estende ad ovest sull'Oceano Atlantico per una costa di 250 km, chiamata Costa d'Argento interrotta solamente dal bacino di Arcachon.

## Storia

### Antichità

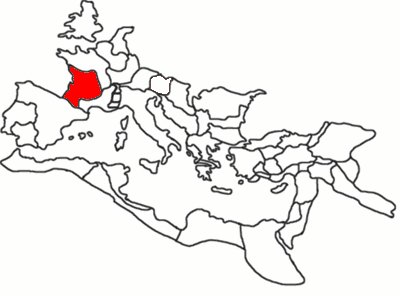
La provincia romana dell'Aquitania.

Il termine Aquitania ha origine latina e ha diversi etimi supposti. Può significare "paese delle acque"; derivare dalla città romana di Aquæ Tarbellicæ, l'odierna Dax; oppure "paese degli Auscii", popolazione molto vicina ai baschi (euskotarrak), con Auch come capitale. È comunque certa una forte presenza dei celti, che infatti qui formavano una coalizione che i romani chiamavano Aquitani. L'Aquitania è stata una provincia romana, successivamente divisa da Diocleziano in tre parti: l'Aquitania prima, l'Aquitania seconda e l'Aquitania terza o Novempopulana.

### Medioevo
Divenne un regno all'epoca dei Visigoti e sporadicamente alla fine dell'Alto Medioevo, e infine anche un ducato. L'Aquitania storica differisce da quella amministrativa attuale: sotto l'Impero Romano si confondeva con la Novempopulana che aveva come centri principali Tolosa, Auch e Dax.
Il regno visigoto, per tutto il V secolo, ebbe per capitale Tolosa. Dopo la battaglia di Vouillé (507), l'Aquitania storica fu inglobata nel regno dei Franchi, mentre il dominio visigoto in Gallia si ridusse alla Settimania, con capitale Narbona, fino all'invasione e all'occupazione araba, del 720. Intanto i Franchi avevano creato un regno d'Aquitania con capitale Poitiers, che divenne ducato, poi nuovamente regno ed infine ancora ducato, nel corso del IX secolo, che ebbe la massima espansione, molto maggiore della regione odierna, nell'XI secolo quando i duchi d'Aquitania divennero anche duchi di Guascogna.
Con il matrimonio tra Eleonora d'Aquitania e il re inglese Enrico II, l'Aquitania divenne un feudo inglese in terra francese, con una situazione dal punto di vista della piramide feudale molto ambigua: il re inglese era vassallo di quello francese al di qua della Manica, mentre al di là era suo pari grado. Con il consolidamento della monarchia francese verso uno stato assoluto la situazione divenne intollerabile e i re inglesi (Plantageneti), nel corso del XIII secolo, persero tutti i possedimenti francesi, ad eccezione della Guienna, che comprendeva la parte occidentale del ducato di Guascogna e una piccola porzione dell'Aquitania sud-occidentale.
Nel secolo successivo (XIV), soprattutto per questioni di successione sul trono di Francia, fu iniziata una guerra tra la casata dei Plantageneti di Inghilterra ed i Valois (ramo collaterale dei Capetingi), re di Francia, che si protrasse sino alla metà del XV secolo ed è conosciuta come la Guerra dei Cent'Anni, al termine della quale tutta l'Aquitania venne incorporata dalla monarchia francese. Ancora oggi, lo stemma e la bandiera dell'Aquitania presentano un leone inglese.